# Ross Taggart
Ross Taggart (* 24. November 1967 in Victoria; † 9. Januar 2013 in Vancouver) war ein kanadischer Jazzpianist und Saxophonist.

## Leben und Wirken
Taggart begann mit ca. zehn Jahren Klarinette zu spielen, bevor er mit 14 Jahren zum Saxophon wechselte. Mitte der 1970er Jahre besuchte er das Victoria Conservatory of Music. Durch ein Oscar Peterson Album kam er mit dem Jazz in Berührung; frühe Vorbilder waren Bill Evans, Dexter Gordon, Duke Ellington und der aus Vancouver stammende Saxophonist Campbell Ryga. Mit 23 Jahren zog er mit einem Stipendium des Canada Council for the Arts zum Studium nach Toronto und New York City. Zu seinen Lehrern gehörten George Coleman, Clifford Jordan, J. R. Monterose, Don Thompson und Bernie Senesky. Anschließend arbeitete Taggart in der Jazzszene der kanadischen Westküste, wo er u. a. mit Benny Golson, Dr. Lonnie Smith, Phil Woods, Clark Terry, Karin Plato und Fraser MacPherson auftrat; außerdem war er Mitglied des Hard Rubber Orchestra und der Funkband Crash. Unter eigenem Namen legte er die beiden Alben Thankfully (2002) und Presenting the Ross Taggart Trio (2009) vor. Er unterrichtete an der Capilano University und war mit der Pianistin Sharon Minemoto verheiratet. Taggart, der zwischen 1989 und 2009 bei 50 Aufnahmen im Bereich des Jazz mitwirkte, starb Anfang 2013 an den Folgen einer Nierenkrebserkrankung.